# 엔디 워홀의 프랑크슈타인
엔디 워홀의 프랑크슈타인(Flesh For Frankenstein, Andy Warhol's Frankenstein)은 프랑스에서 제작된 폴 모리세이 감독의 1974년 영화이다. 조 달레산드로 등이 주연으로 출연하였고 카를로 폰티 등이 제작에 참여하였다.

## 출연

### 주연
- 조 달레산드로
- 모니크 밴 부렌

### 조연
- 우도 키에르
- 아노 주어징
- 달리아 디 라자로
- 니콜레타 엘미

## 제작진
- 원작자: 메리 쉘리
- 미술: 엔리코 잡